# 小雲雀
小雲雀，属于百靈科雲雀屬，俗名朝天柱、百灵、阿兰、天鹨、阿鹨、告天鸟、大鹨。分布于前苏联、伊朗、阿富汗、巴基斯坦、尼泊尔、印度、缅甸、越南、斯里兰卡、菲律宾、台湾以及中国大陆的青海、甘肃、宁夏、陕西、西藏、四川、贵州、湖南、江西、广西、海南、福建等地，一般栖息于与云雀相似，在离水近的草地原。该物种的模式产地在印度加尔各答和瓦拉纳西之间。
小云雀经常快速冲入天空，展翅高歌之后落地。雄性有时会停在半空中歌唱，吸引伴侣。全長約15公分，上身有黄棕色条纹，白色尾羽，短冠。雌雄外形相似。
台灣有兩種亞種，一為台灣雲雀，二為澎湖雲雀，主要棲息於旱田、草原等較寬廣的地區，海拔300公尺是他們的分布上限，小雲雀在地上築巢，以昆蟲、植物種子為食。

## 亚种
- 小云雀华南亚种（Alauda gulgula coelivox）。在中国大陆，分布于云南、贵州、广西、广东、湖南、江西、福建、澎湖群島等地。该物种的模式产地在福建厦门。[4]
- 小云雀西北亚种（Alauda gulgula inopinata）。分布于尼泊尔、锡金、不丹、印度、缅甸以及中国大陆的西藏、青海、四川、甘肃、陕西等地。该物种的模式产地在青海祁连山及西藏拉萨。[5]
- 小云雀海南亚种（Alauda gulgula sala）。在中国大陆，分布于广东、海南等地。该物种的模式产地在海南岛海口。[6]
- 小云雀西南亚种（Alauda gulgula vernayi）。分布于不丹、印度、缅甸以及中国大陆的贵州、四川、云南等地。该物种的模式产地在中国云南与缅甸交界处的Changyinhku。[7]
- 小云雀台湾亚种（Alauda gulgula wattersi）。分布于菲律宾、台湾等地。该物种的模式产地在台湾南部。[8]
- 小云雀长江亚种（Alauda gulgula weigoldi）。在中国大陆，分布于四川、陕西、安徽、山东、长江口等地。该物种的模式产地在湖北汉口。[9]

## 外部連結
- 小雲雀2，小雲雀4，小雲雀5，小雲雀6，小雲雀7，小雲雀8，小雲雀9。
- 澎湖小雲雀1 （页面存档备份，存于），澎湖小雲雀3 （页面存档备份，存于），澎湖小雲雀4，澎湖小雲雀5，澎湖小雲雀6 （页面存档备份，存于），澎湖小雲雀7，澎湖小雲雀8，澎湖小雲雀9[永久]。